# PB-28
Il composto PB-28 è un agonista del recettore sigma-2.
Esso è derivato dalla cicloesilpiperazina.